# Becky Lynch
Rebecca Quin (* 30. Januar 1987 in Dublin, Irland) ist eine irische Wrestlerin und stand zuletzt bei World Wrestling Entertainment (WWE) unter Vertrag. Dort trat sie unter dem Ringnamen Becky Lynch auf und war zuvor in der Independent-Szene unter dem Ringnamen Rebecca Knox bekannt. Lynch hielt den höchsten Frauen-Titel der WWE insgesamt sechsmal und ist aktueller Tag Team-Champion.

## Privatleben
Rebecca Quin hat einen älteren Bruder, mit dem sie am Anfang ihrer Wrestling-Karriere zeitweise ein Tag Team bildete. Seit ihrer Kindheit ist sie ein Wrestlingfan. Sie hat einen roten Gürtel in Submission Wrestling und war in ihrer Kindheit sportlich aktiv in Reiten, Schwimmen und Basketball. Sie studierte zunächst Philosophie, Geschichte und Politik, brach das Studium allerdings ab. Während einer verletzungsbedingten, mehrjährigen Auszeit vom Wrestling arbeitete sie von 2011 bis 2012 als Schauspielerin und trat in zahlreichen Theaterstücken auf. Am Dublin Institute of Technology erreichte sie einen Abschluss in Schauspiel. Außerdem arbeitete sie für zweieinhalb Jahre als Flugbegleiterin. Quin ist seit dem 29. Juni 2021 mit dem Wrestler Colby Lopez, der unter dem Ringnamen Seth Rollins auftritt, verheiratet. Bereits am 7. Dezember 2020 kam deren erstes Kind, eine Tochter namens Roux, auf die Welt.

## Wrestling-Karriere

### Anfänge
Quin begann 2002 in Dublin in der Wrestlingschule von Fergal Devitt und Paul Tracey mit dem Wrestling-Training. Fünf Monate später, am 11. November, feierte sie ihr Ring-Debüt unter dem Namen Rebecca Knox. Sie wurde auch bei NWA UK Hammerlock ausgebildet.

### Independent-Ligen (2004–2013)
Am Anfang ihrer Karriere bestritt sie einige Matches in Irland, danach in weiteren europäischen Ländern und später auch außerhalb Europas. Ihr erstes  Titelmatch bestritt sie am 15. Mai 2005 in Toulouse um die QOC Championship, welches sie jedoch verlor. Am 24. Juni 2005 gewann sie in Kanada ein Titelmatch gegen Miss Chevius um die ECCW Women’s Championship, welche sie am 21. April 2006 an Lisa Moretti abgeben musste. Am 3. Juni bestritt sie bei der deutschen Promotion Catch Wrestling Norddeutschland ein Match gegen Blue Nikita, das sie gewann. Am 4. Juni 2006 trat sie in Chouilly in Frankreich auf und gewann die QOC Championship von Sweet Saraya. Am 23. September 2006 holte sich Sweet Saraya den Titel von Quin zurück.
Im November 2005 absolvierte sie eine zweiwöchige Tour durch Japan. Am 9. November trat sie in Tokio auf und gewann bei einer Battle Royal. 2006 kehrte sie nach Japan zurück und bestritt am 13. August ein Match gegen Yuri Unai, das sie gewann.
Im Jahr 2006 bestritt sie einige Matches für die Wrestlingpromotion Shimmer Women Athletes gegen Daizee Haze und Alison Danger. Am 8. September 2006 bestritt sie in Italien für die Promotion International Wrestling Zone ein zwei gegen eins Mixed Handicap-Match mit Robby Mireno gegen Kevin Steen, das sie aber verloren.
Im September 2006 bestritt sie ein Match für die deutsche Wrestling-Promotion German Stampede Wrestling. Bei diesem Match zog sie sich eine ernsthafte Kopfverletzung zu, aufgrund derer sie ihre Wrestling-Karriere für längere Zeit unterbrechen musste. Von 2007 bis 2013 absolvierte sie nur vereinzelte Matches für die irische Promotion Fight Factory Pro Wrestling und absolvierte am 26. März 2011 einen Kurzauftritt für Shimmer. Dort trat sie als Managerin des Tag Teams aus Saraya und deren Tochter Britani Knight auf.

### World Wrestling Entertainment (seit 2013)

#### NXT (2013–2015)
Am 8. April 2013 unterzeichnete sie einen Vertrag bei World Wrestling Entertainment. Bei der WWE bekam sie den neuen Ringnamen Becky Lynch. Ihr erstes Match in der WWE bestritt sie bei einer NXT-Houseshow am 7. November 2013, wo sie gemeinsam mit Victoria Lane gegen Paige und Bayley verloren. Ihr Fernseh-Debüt feierte sie am 26. Juni 2014 mit einem Sieg über Summer Rae. Sie tat sich mit Bayley zusammen, um gegen Charlotte und Sasha Banks zu fehden. Nachdem sie dreimal hintereinander gegen die NXT Women’s Championesse Charlotte verloren hatte, schloss sie sich mit Sasha Banks zusammen, um gegen Bayley zu fehden. Bei WWE NXT TakeOver: Rival nahm sie am Fatal Four Way-Match um die NXT Women’s Championship teil, das Sasha Banks für sich entscheiden konnte. Nach dem Match war ihre Allianz mit Sasha Banks beendet. Bei der NXT Ausgabe vom 22. April 2015 gewann Lynch ein Triple-Threat-Match gegen Bayley und Charlotte und verdiente sich somit wiederum ein Titelmatch um die NXT Women's Championship. Bei WWE NXT TakeOver: Unstoppable trat sie gegen Sasha Banks um den NXT Women’s Titel an, konnte jedoch nicht gewinnen. Bei der NXT-Ausgabe vom 8. August 2015 bestritt sie ein Match gegen Bayley, um die neue Herausforderin auf den NXT Women’s Titel zu bestimmen. Auch dieses Match verlor sie. Ihr letztes Match bei NXT bestritt sie bei der NXT-Ausgabe vom 26. August 2015 in einem Fatal Four Way-Match gegen Charlotte, Dana Brooke und Emma, das Emma gewann.

#### Women’s Revolution (2015–2016)

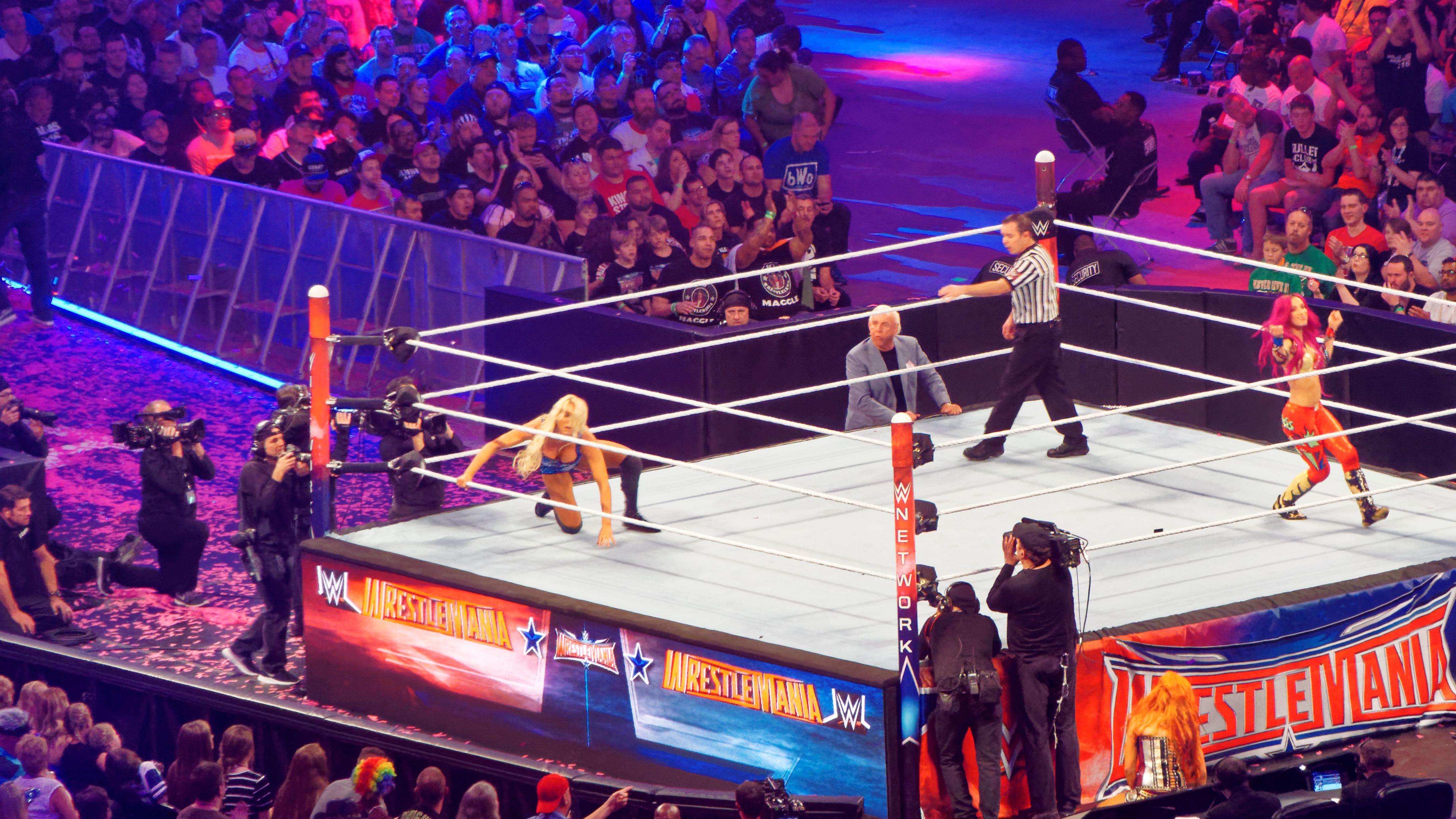
Lynch gegen Flair und Banks um die neu eingeführte Women’s Championship bei WrestleMania 32.

Am 13. Juli 2015 feierte sie gemeinsam mit Charlotte und Sasha Banks ihr Debüt im Main Roster. Am selben Tag schloss sie sich gemeinsam mit Charlotte ihrer ehemaligen NXT-Kollegin Paige an und die drei gründeten das Stable Submission Sorority. Dieser Name wurde allerdings schnell durch Team PCB (die Initialen der drei Wrestlerinnen) ersetzt, da der ursprüngliche Name mit diversen Pornoseiten im Internet in Verbindung gebracht worden war. Team PCB fehdete gegen Team Bella (Nikki Bella, Brie Bella und Alicia Fox) und Team BAD (Naomi, Tamina Snuka und Sasha Banks). Ihr erstes Match im Main Roster bestritt Lynch am 20. Juli 2015 an der Seite von Paige gegen Naomi und Sasha Banks. Ihr erstes Einzelmatch im Main Roster bestritt sie bei WWE Main Event erfolgreich gegen Brie Bella. Beim SummerSlam 2015 gewann Team PCB gegen Team BAD und Team Bella. Einen Tag nachdem Charlotte die WWE Divas Championship gewann, trennte sich Paige vom Team PCB, welches damit aufgelöst wurde.
Lynch fehdete nun gemeinsam mit Charlotte und Natalya gegen Paige. Danach fehdete sie gegen die WWE Divas Championesse Charlotte und deren Vater Ric Flair. Am 24. Januar 2016, bei der Großveranstaltung Royal Rumble, verlor sie ein Titelmatch gegen Charlotte. Nach dem Split von Team BAD, fehdete sie gemeinsam mit Sasha Banks gegen Naomi und Tamina. Am 21. Februar 2016 gewannen sie und Sasha Banks in einem Tag Team Match gegen Naomi und Tamina. Bei Wrestlemania 32 wurde bekannt gegeben, dass eine neue WWE Women’s Championship eingeführt und die WWE Divas Championship gleichzeitig eingestellt wird. Am 3. April 2016, bei Wrestlemania 32, bestritten Lynch, Charlotte und Sasha Banks ein Triple Threat Match um die erste WWE Women’s Championesse zu bestimmen. Dieses Match konnte Charlotte gewinnen.

#### InauguralSmackDown Women’s Champion(2016–2018)

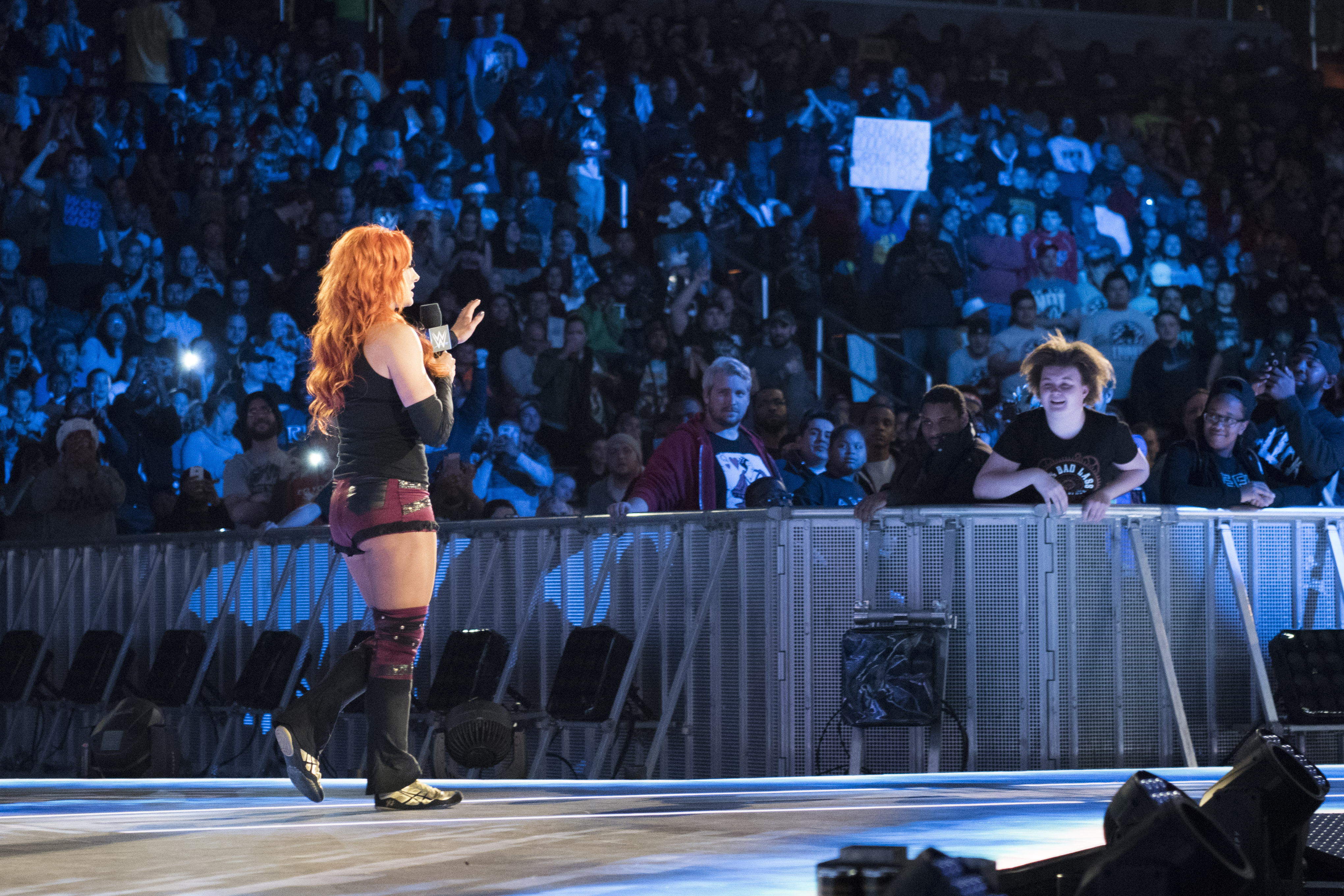
Becky Lynch bei SmackDown im Jahr 2016.

Beim WWE Draft vom 19. Juli 2016 wurde Lynch als erste Frau in das SmackDown Live-Roster gewählt. Am 11. September 2016 besiegte sie in einem Titelmatch bei Backlash Alexa Bliss, Carmella, Naomi, Natalya und Nikki Bella in einer Six-Pack-Challenge und krönte sich damit zur ersten WWE SmackDown Women’s Championesse. Am 4. Dezember 2016 verlor sie ihren Titel an Alexa Bliss in einem Tables-Match beim Pay-per-View TLC. Verkleidet als maskierte La Luchadora konnte sie Bliss zwar kurze Zeit später in einem Nicht-Titel-Match besiegen, schaffte es aber nicht, den Titel zurückzuerlangen. Lynch nahm in der Folgezeit am ersten Women's Money in the Bank-Leitermatch teil, wurde Ende 2017 Captain des weiblichen Survivor Series Teams für SmackDown und nahm Anfang 2018 am ersten Women’s Royal Rumble-Match teil. Bei WrestleMania 2018 war sie Teil der Women’s Battle Royal und auch beim zweiten Women’s Money in the Bank-Leitermatch stand sie im Ring, konnte jedoch keines dieser großen Matches für sich entscheiden.

#### The Man und Fehde gegen Charlotte Flair (2018–2019)
Erst Mitte 2018 konnte sie wieder eine Reihe von Matches gewinnen, was innerhalb der Storylines zunehmend thematisiert wurde. Für den SummerSlam am 19. August 2018 wurde ihr daher ein Titelmatch gegen Champion Carmella zugesprochen. Kurz vor dem SummerSlam wurde jedoch auch Charlotte in das Titelmatch gestellt, da sie Carmella ebenfalls besiegen konnte. Der folgende Sieg von Charlotte löste einen Heel-Turn von Lynch aus, der jedoch nach massiven Fanreaktionen in der Folge abgewandelt wurde, da die Fans Becky weiterhin, wie zuvor als Babyface, massiv unterstützten. Am 16. September 2018 konnte sie schließlich mit einem Sieg über Charlotte bei Hell in a Cell das zweite Mal in ihrer Karriere die WWE SmackDown Women’s Championship gewinnen. In mehreren Folgematches, u. a. bei den Großveranstaltungen SuperShowDown in Australien und beim ersten rein weiblichen Pay-per-View Evolution, konnte Lynch ihren Titel gegen Charlotte verteidigen. Im Verlauf dieser Storyline nahm sie den Namenszusatz „The Man“ an, um ihre selbst deklarierte Position als Top-Wrestler der WWE zu unterstreichen.
Am 12. November 2018, im Vorfeld von Survivor Series, führte Lynch eine Invasion des SmackDown-Rosters bei Raw an, in deren Verlauf sie Raw Women’s Champion Ronda Rousey in der Kabine angriff und am Boden liegend zurückließ. Am selben Abend erlitt Lynch jedoch einen Nasenbeinbruch, nachdem Nia Jax sie mit einem zu harten Schlag mitten im Gesicht getroffen hatte. Aufgrund dieser Verletzung konnte Lynch nicht an Survivor Series teilnehmen und das zuvor anvisierte Champion vs. Champion-Match zwischen Becky Lynch und Ronda Rousey konnte nicht stattfinden. Lynch wählte daraufhin Charlotte als ihre Vertreterin aus dem SmackDown-Roster für dieses Match. Nach einer kurzen Verletzungspause kehrte Lynch bei TLC am 16. Dezember 2018 zurück, verlor ihren Titel jedoch in einem Leitermatch gegen Charlotte und Asuka an letztere. Asuka konnte den über dem Ring aufgehängten Titelgürtel an sich nehmen, nachdem die in das Match eingreifende Ronda Rousey die benachbarte Leiter mit Lynch und Charlotte umgestoßen hatte. Am 27. Januar 2019 verlor Lynch beim Royal Rumble ein Rückmatch gegen Asuka. Am selben Abend nahm Lynch jedoch spontan den Platz von Lana im Royal Rumble-Match der Frauen ein, nachdem Lana zuvor in der Kickoff-Show verletzt worden war und auf dem Weg zum Ring noch von Nia Jax niedergeschlagen wurde. Lynch konnte dieses Match schließlich gewinnen, indem sie, selbst am Knie verletzt, zuletzt Charlotte aus dem Ring beförderte. In der folgenden Raw-Sendung forderte sie Raw Women’s Champion Ronda Rousey zu einem Match bei WrestleMania heraus.

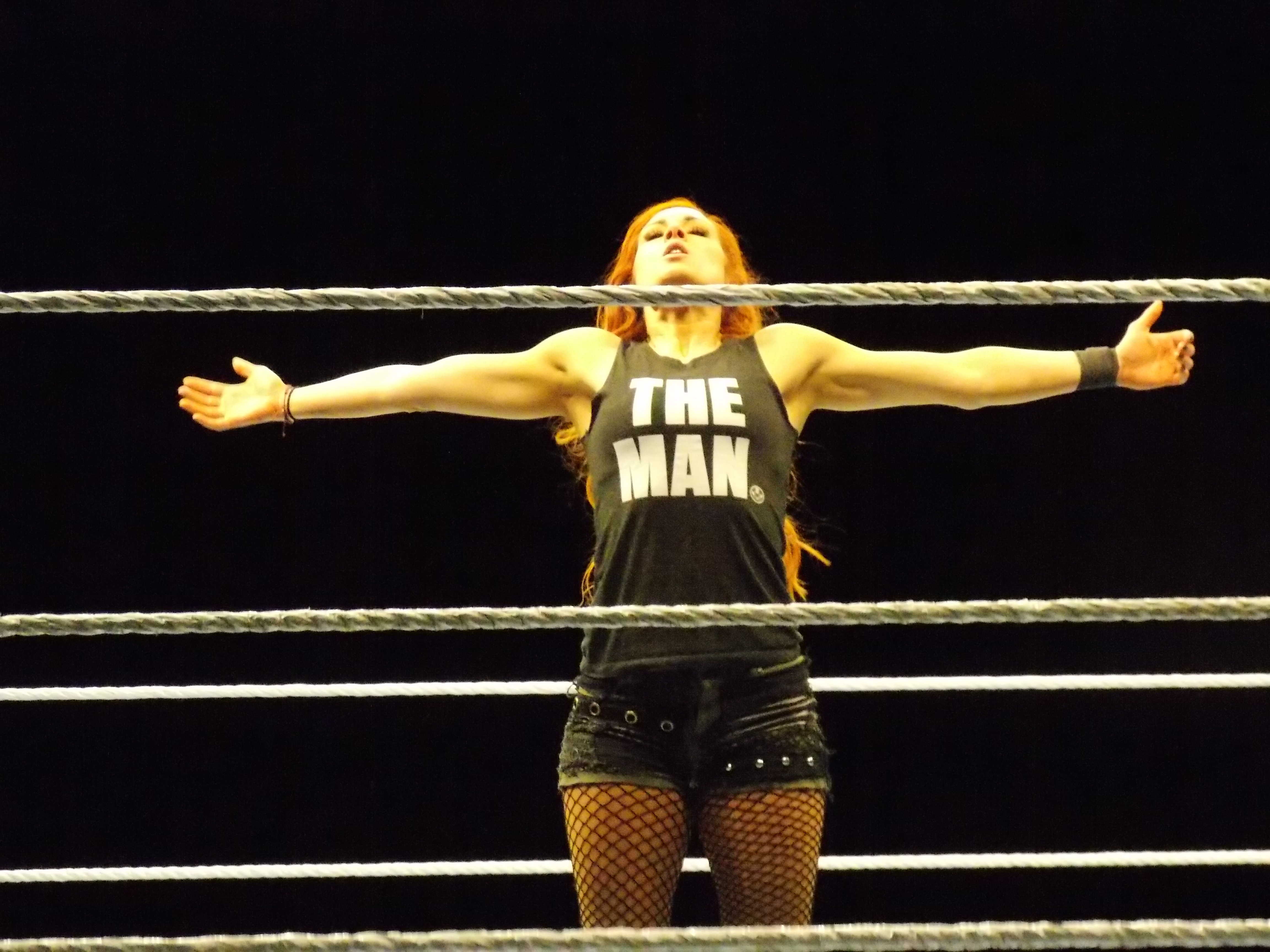
Becky Lynch im Januar 2019.

Durch die Weigerung von Lynch, ihre beim Royal Rumble erlittene Knieverletzung von WWE-Ärzten untersuchen zu lassen, kam es zu Konflikten mit Stephanie McMahon bei RAW und mit Triple H bei SmackDown Live. Lynch wurde kurzzeitig suspendiert und musste sich offiziell dafür entschuldigen, beide Autoritätspersonen tätlich angegriffen zu haben. Dies tat sie in der RAW-Sendung vom 11. Februar. Ganz am Ende der Sendung wurde sie jedoch erneut suspendiert, dieses Mal von Vince McMahon persönlich und für 60 Tage. Dies würde bedeuten, dass Lynch Wrestlemania verpassen würde. Ihren Platz im Match gegen Raw Women’s Champion Ronda Rousey vergab McMahon gleichzeitig an Charlotte Flair. Im März besiegte Lynch Flair bei Fastlane per Disqualifikation und sicherte sich damit doch wieder als dritte Teilnehmerin einen Platz im Titelkampf bei Wrestlemania 35.

#### Raw Women’s Champion (2019–2020)
Am 7. April 2019 gewann Lynch bei WrestleMania 35 ein Triple Threat Winner Take All Match gegen die damalige Raw Women’s Championesse Ronda Rousey und die damalige SmackDown Women’s Championesse Charlotte Flair, somit gewann sie beide Titel und wurde die erste Women’s Championesse beider Roster. Bei Money in the Bank verteidigte Lynch die WWE Raw Women’s Championship gegen Lacey Evans. In der gleichen Nacht musste sie ihre WWE SmackDown Women’s Championship gegen Charlotte Flair verteidigen; das Match verlor Lynch jedoch und musste den Titel nach 42 Tagen wieder abgeben. Nach dem Titelverlust wurde Lynch als Raw Women’s Championesse automatisch dem Raw Roster zugeteilt. Am 11. Mai 2020 gab sie den Titel, aufgrund einer Schwangerschaft nach einer Regentschaft von 400 Tagen an Asuka ab.

#### Rückkehr und Women’s Champion (seit 2021)
Am 21. August 2021 bei SummerSlam 2021 kehrte sie nach ihrer Schwangerschaft zurück. Sie forderte Bianca Belair um die SmackDown Women’s Championship heraus und gewann diesen nach wenigen Sekunden. Am 4. Oktober 2021 wurde sie beim WWE Draft zu Raw gedraftet. Am 22. Oktober 2021 tauschte sie nach dem Draft mit Flair die Titel. Nach einer Regentschaft von 62 Tagen gab sie den SmackDown Women's Championship ab und übernahm die Raw Women’s Championship. Die Regentschaft hielt 162 Tage und verlor den Titel, schlussendlich am 2. April 2022 an Bianca Belair bei WrestleMania 38. Am 5. Juni 2022 bekam sie bei Hell In A Cell (2022) ein Rematch um die Raw Women’s Championship gegen Bianca Belair und Asuka, den Titel konnte sie jedoch nicht gewinnen. Ein weiteres Match gegen Belair beim SummerSlam 2022, konnte sie ebenfalls nicht gewinnen. In ihrem Match bei SummerSlam verletzte sie sich an der Schulter, weswegen sie aus den Shows geschrieben worden ist. So wurde sie bei der Raw-Ausgabe vom 1. August von Bayley, Dakota Kai und Iyo Sky attackiert. Am 26. November 2022 kehrte sie bei Survivor Series WarGames zurück und bestritt zusammen mit Alexa Bliss, Asuka, Bianca Belair und Mia Yim ein War Games-Match, dieses konnten sie gewinnen.
Am 27. Februar 2023 gewann sie zusammen mit Lita, die WWE Women’s Tag Team Championship hierfür besiegten sie Dakota Kai und Iyo Sky. Die Regentschaft hielt 42 Tage und verloren die Titel, schlussendlich am 10. April 2023 an Liv Morgan und Raquel Rodriguez.
Nach einer Auszeit kehrte sie bei WrestleMania 41 als Mystery-Partnerin von Lyra Valkyria zurück und holte mit ihr die Tag Team-Championship von Liv Morgan und Raquel Rodriguez. Doch bereits einen Tag später bei RAW verloren sie ihren Titel wieder an Morgan und Rodriguez. Daraufhin turnte Lynch Heel und ging auf Valkyria los. Dies führte zu einem Match der beiden bei Backlash, dass aber Lyra Valkyria für sich entscheiden konnte. Das Rückmatch bei Money in the Bank am 7. Juni gewann hingegen Lynch. Damit krönte sie sich zum Intercontinental Champion. In einem Streetfight beim Summerslam 2025 besiegte Lynch Lyra Valkyria erneut.    

## Titel und Auszeichnungen

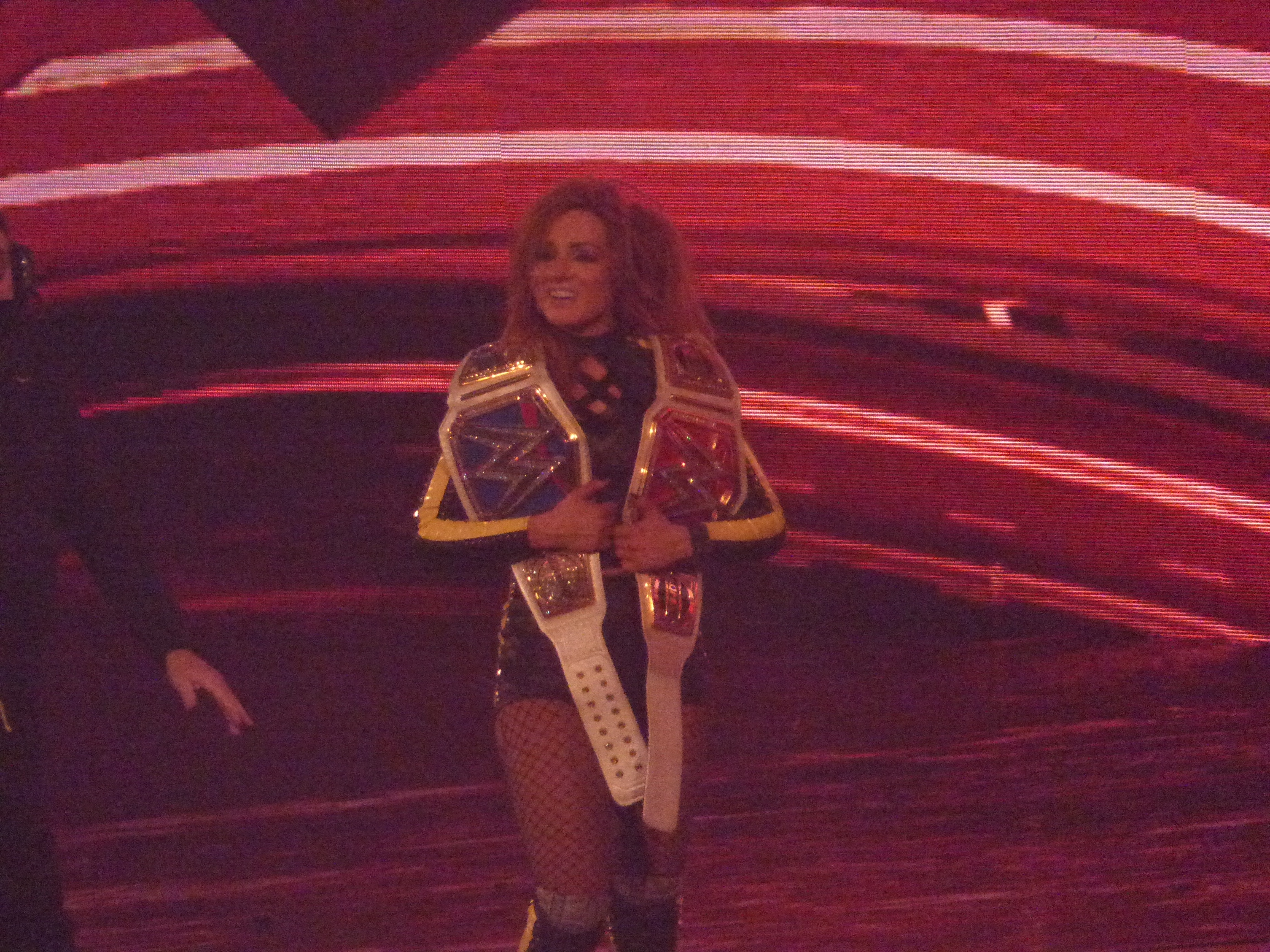
Lynch hielt die Raw und SmackDown Women’s Championship als erste gleichzeitig

### Titel
- Queens Of Chaos
  - 1× World Queens of Chaos Champion

- SuperGirls Wrestling
  - 1× SuperGirls Champion

- World Wrestling Entertainment
  - 1× NXT Women’s Champion
  - 5× Women's World Champion (erste Titelträgerin)
  - 2× WWE Raw Women’s Champion
  - 1× WWE Women’s Intercontinental Champion
  - 2× WWE Women’s Tag Team Champion, 1× mit Lita, 1×  mit Lyra Valkyria

### Auszeichnungen
- Pro Wrestling Illustrated
  - 2019: Platz 1 der Top 100 Wrestler im PWI Women's 100

- World Wrestling Entertainment
  - 2019: Women’s Royal Rumble Sieger